# 沃特伯里 (內布拉斯加州)
沃特伯里（英語：Waterbury）是位於美國內布拉斯加州迪克森縣的村。

## 人口
根據2020年美國人口普查的數據，沃特伯里的面積為0.36平方千米，皆為陸地。當地共有人口72人，而人口密度為每平方千米200人。